# جون ديني (لاعب كرة قدم أمريكية)
جون ديني (بالإنجليزية: John Denney)‏ هو لاعب كرة قدم أمريكية أمريكي، ولد في 13 ديسمبر 1978 في دنفر في الولايات المتحدة.

## وصلات خارجية
- جون ديني على موقع مرجع كرة القدم المحترفة.كوم (الإنجليزية)